# Centro Administrativo del Estado de Río Grande del Sur
El Centro Administrativo del Estado de Río Grande del Sur (CAERGS) o Centro Administrativo Fernando Ferrari (CAFF) es un edificio en forma de pirámide ubicado en el barrio Praia de Belas en Porto Alegre, Brasil. En el edificio funcionan varias secretarías y otros órganos de la administración pública estadual del gobierno de Río Grande del Sur. Su nombre es un homenaje al economista y político Fernando Ferrari.
Fue construido en 1976 e inaugurado el 10 de marzo de 1987. Se ubica cerca al Largo dos Açorianos donde también se levantan el Monumento a los Azorianos y el Puente de Piedra.